# حاوية قمامة

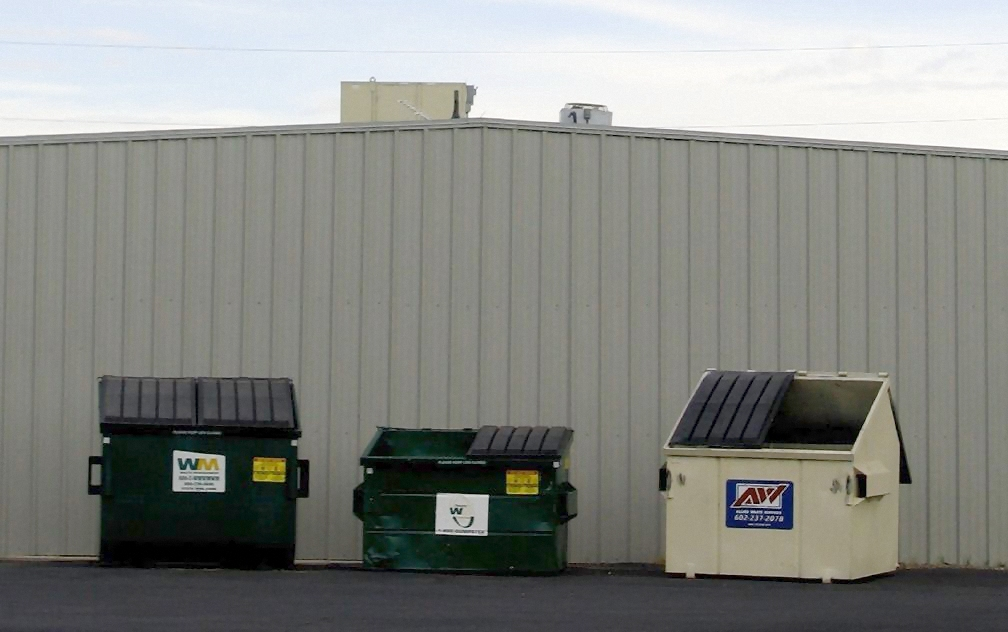
ثلاث حاويات للنفايات بأحجام مختلفة

حاوية القمامة هو نوع من حاوية النفايات المنقولة مصممة لجلب واقتياد القمامة من قبل سيارة جمع النفايات الخاصة، وهي مصممة خصيصا لشاحنة جمع القمامة.